# Hồ Ea Súp Thượng
Ea Súp Thượng là hồ nước ngọt nhân tạo lớn nhất tỉnh Đăk Lăk và lớn thứ hai ở Tây nguyên (sau Hồ Ayun Hạ – Gia Lai).

## Khái quát
Hồ thuộc địa bàn xã Chư Ma Lanh, huyện Ea Súp, tỉnh Đắk Lắk, cách thị trấn Ea Súp khoảng chừng 7 km về hướng Tây. Hồ hình thành do việc chặn dòng suối Ea Súp, được đưa vào sử dụng từ năm 2004 với diện tích mặt nước gần 1.500 ha (lớn gấp 3 Hồ Lắk), dung lượng nước chứa có thể lên đến 146 triệu mét khối. Theo thiết kế, công trình giải quyết nước tưới cho 9.455 ha lúa cùng với diện tích các loại cây trồng khác của 7 xã: Ea Lê, Ea Bung, Ea Đrông, Ea Rốc, Chư Ma Lanh, Ea Lốp, Ea Tmốt và thị trấn Ea Súp.

## Khí hậu
Khí hậu vùng này thuộc kiểu khí hậu nhiệt đới gió mùa của khu vực Tây Nguyên, mỗi năm có hai mùa rõ rệt là mùa mưa và mùa khô. Do có mặt nước rộng lớn nên khí hậu ở đây mát mẻ rất nhiều so với các vùng xung quanh dù vũng có đặc trưng của vùng rừng khộp chiếm ưu thế.

## Du lịch
Hồ Ea Súp Thượng không chỉ có giá trị to lớn về mặt thủy lợi, thủy sản mà còn hấp dẫn về du lịch. Lợi thế của hồ Ea Súp Thượng là mặt nước lớn, tương đối ổn định vào mùa khô, có bán đảo rộng lớn có rừng tự nhiên, xung quanh hồ cũng xanh ngắt cây rừng. Đứng trên đập chính của hồ có thể thấy những cánh rừng tự nhiên rộng lớn với hệ động thực vật phong phú. Bản thân việc tham quan một công trình thủy lợi lớn thứ nhì Tây Nguyên cũng là sức hấp dẫn của một sản phẩm du lịch.
Đây là một phần không thể thiếu của dự án du lịch "Con đường xanh Tây Nguyên", tour du lịch được đánh giá là cực kì hấp dẫn, với điểm bắt đầu là hành phố Đà Nẵng qua Kon Tum, Gia Lai và theo đường 681 để đến Đắk Lắk qua thị trấn Ea Súp với điểm dừng chính là hồ Ea Súp Thượng.